# Liste der Zubringerstraßen in Zaanstad
Die Liste der Zubringerstraßen in Zaanstad ist eine Auflistung der Zubringerstraßen (niederländisch stadsrouten) in Zaanstad in der niederländischen Provinz Nordholland.
Die Zubringerstraßen werden mit einem kleinen s und einer dreistelligen Zahl, die mit einer 1 beginnt, gekennzeichnet. In Zaanstad tragen sie Nummern ab 150 und sind Hauptverkehrswege.

## Provinzialstraßen
Die in der unteren Liste aufgeführte Zubringerstraße s 150 ist identisch mit der Provinzialstraße N 516, die Zubringerstraße s 153 mit der Provinzialstraße N 515.

## Liste
| Nr.  | Verlauf |
| ---- | --- |
| S150 | – Nauernaseweg – Westzanerweg – Kanaalkade – Cornelis Bruinzeelweg – – Dr. J. M. den Uylweg – Dr. J. M. den Uylbrug – Dr. J. M. den Uylweg – – Thorbeckeweg –                            |
| S151 | – Vincent van Goghweg – Bernhardbrug – Prins Bernhardweg – Prins Bernhardplein – / |
| S152 | / – Provincialeweg – Wandelweg – Provincialeweg – / – Provincialeweg – – Provincialeweg                                                                                                  |
| S153 | – Provincialeweg – Guisweg – – Guisweg – / – Guisweg – Julianabrug – Leeghwaterweg – – Leeghwaterweg –                                                                                   |
| S154 | Noorderveenweg – Reint Laan Jr brug – Noorderveenweg – / |
| S155 | / – Zuiderweg – Ramsbeek – Waal – Rijn – Doctor H. G. Scholtenstraat – Heijermanstraat – Prins Bernhardplein – – – Heijermanstraat – H. Gerhardstraat – Kepplerstraat – Wibautstraat – / |